# Wiktor Łomakin
Wiktor Pawłowicz Łomakin (ros. Ви́ктор Па́влович Лома́кин, ur. 22 kwietnia 1926 we wsi Kurumocz w obwodzie samarskim, zm. 20 marca 2012 w Moskwie) – radziecki działacz partyjny, dyplomata, Bohater Pracy Socjalistycznej (1981).

## Życiorys
W 1943 skończył szkołę średnią, a 1949 Kujbyszewski Instytut Lotniczy, następnie pracował w fabryce lotniczej w Komsomolsku nad Amurem jako starszy inżynier, technolog i zastępca kierownika odlewni. Od 1953 członek KPZR, w 1953 ukończył Akademię Przemysłu Lotniczego w Moskwie, od 1956 funkcjonariusz partyjny, sekretarz partyjnego komitetu fabrycznego, w latach 1958–1961 I sekretarz Komitetu Miejskiego KPZR w Komsomolsku nad Amurem. W latach 1961–1967 sekretarz Krajowego Komitetu KPZR w Chabarowsku, 1967–1969 instruktor KC KPZR, 1969–1984 I sekretarz Nadmorskiego Krajowego Komitetu KPZR, od 26 kwietnia 1984 do 1990 ambasador nadzwyczajny i pełnomocny ZSRR w Czechosłowacji. W latach 1971–1990 członek KC KPZR. Deputowany do Rady Najwyższej ZSRR od 8 do 11 kadencji. Od 2005 honorowy obywatel Władywostoku.

## Odznaczenia
- Medal Sierp i Młot Bohatera Pracy Socjalistycznej (17 marca 1981)
- Order Lenina (czterokrotnie – 25 sierpnia 1971, 21 kwietnia 1976, 17 marca 1981 i 21 kwietnia 1986)
- Order Czerwonego Sztandaru Pracy (28 kwietnia 1963)
- Order „Znak Honoru” (12 marca 1966)